# Palyas maculicosta
Palyas maculicosta är en fjärilsart som beskrevs av Paul Dognin 1923. Palyas maculicosta ingår i släktet Palyas och familjen mätare. Inga underarter finns listade i Catalogue of Life.